# Ludowa Awangarda Rewolucyjna
Ludowa Awangarda Rewolucyjna (port. Vanguarda Popular Revolucionária, VPR) – grupa miejskiej partyzantki z Brazylii.

## Historia
Założona w 1968 roku. Przywódcą formacji był kapitan Carlos Lamarca, który odszedł z Brazylijskich Sił Zbrojnych. Celem VPR było obalenie rządzącej w kraju dyktatury wojskowej. W 1969 roku część członków grupy przystąpiła do Rewolucyjno-Ludowej Awangardy Palmares (VAR-Palmares). Na początku 1971 roku VPR została rozbita. Schwytani członkowie VPR nierzadko byli poddawani torturom i zabijani. Niedobitki formacji dołączyły do Ruchu Rewolucyjnego 8 Października (MR-8).

## Ideologia
Była grupą marksistowską.